# Искакова, Женис Ермаганбетовна
Женис Ермаганбетовна Искакова (род. 9 мая 1966, Теренозек, Кызылординская область, Казахская ССР) — казахстанская эстрадная певица, Заслуженный деятель Республики Казахстан, участница Всесоюзного конкурса артистов эстрады Юрмала — 87, обладательница приза Зрительских симпатий Всесоюзного конкурса «Новые имена» — 87. Лауреат Гран-при международного конкурса «Виват, Виктория» города Москва.

## Биография
Женис Искакова родилась 9 мая 1966 года в Кызылординской области, в посёлке Теренозек. В переводе с казахского имя «Жеңіс» означает «Победа». С раннего детства занималась пением, с 8 лет выступала на школьных мероприятиях. Из рода Найман.
В 1984 году начала карьеру в качестве солиста ансамбля, созданного Рамазаном Таймановым.
С 1987 года выступала в ансамбле «Гульдер».
Солистка Центрального ансамбля Министерства обороны Республики Казахстан, Академического фольклорно-этнографического оркестра «Отырар сазы» имени Нургиса Тлендиева и Казахского государственного академического оркестра народных инструментов имени Курмангазы.
В 21 год была участницей Всесоюзного конкурса «Юрмала-87» («Новая Волна»), на котором получила приз Зрительских симпатий. В 1992 году выпустила дебютную песню «Мен Білмеймін», которая получила награду «Песня года» в 1994 году.
В 2000 году исполнила песню «Сыр Сұлуы» Шамши Калдаякова, которая получила награду «Песня десятилетия».

## Сольные концерты и выступления 2001—2008
2001 год — первый сольный концерт во дворце Республики под названием «Сыр Сұлуы».
2005 год — «Әнім Сен Едің» второй сольный концерт в ГАТОБ им. Абая с эстрадным оркестром Министерства Обороны МО РК.
2008 год — Третий сольный концерт в Москве
2008 год — по наст. время гастроли по РК и студийные телевизионные проекты.

## Дискография

### Альбомы
| №  | Название                 | Длительность |
| -- | ------------------------ | ------------ |
| 1. | «Кассета «Түнгі Жаңбыр»» | 3:14         |
| 2. | «Бақыт Жыры»             | 3:47         |

### Клипы
1993: Теңіз жастық
1994: Мен Білмеймін
1995: Аяла Сен Мені
1999: Жалғызым
2001: Сен ғана
2003: Тылсым Сезім
2014: Аяла Сен Мені (дуэт)
2015: Жан Әке